# Дупница
Дупница (болг. Дупница) — город в Болгарии в Кюстендилской области, административный центр общины Дупница. Население составляет 34 407 человек (2022).

## Географическое положение

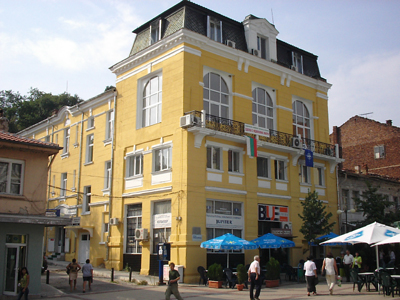
Центр Дупницы

Расположен на берегах реки Джерман, у подножия горного массива Рила в 65 км к югу от Софии.

## История
Недалеко от этого города 14 июня 987 года произошла битва между войсками болгарских князей Аарона и Самуила, в которой победил Самуил, а Аарон был убит. Это сражение получило название «битва при Дупнице».
В ходе второй мировой войны 4 января 1944 года бомбардировщики B-17 ВВС США нанесли бомбовый удар по городу Дупница в союзной фашистам Болгарии. Количество жертв составило 50 человек убитыми и 40 ранеными.
В 1948 году город был переименован в Станке-Димитров в память своего знаменитого уроженца Станке Димитрова; в 1949—1950 гг. город назывался Марек (партийный псевдоним Станке Димитрова), но в 1950 году название было вновь изменено на Станке-Димитров.
В 1975 году численность населения составляла 45 тыс. человек, город являлся центром обработки табака; фармацевтической, приборостроительной, плодоконсервной и швейной промышленности. В окрестностях велась добыча угля и находилась ТЭС «Бобов-Дол».
В 1982 году численность населения составляла 44 тыс. человек, город являлся центром табачной, плодоконсервной и фармацевтической промышленности.
В 1990 году было восстановлено прежнее название города — Дупница.
| Год  | Население |
| ---- | --------- |
| 1985 | 41 930    |
| 1992 | 41 398    |
| 2000 | 39 570    |
| 2005 | 37 105    |
| 2010 | 36 008    |

## Политическая ситуация
Кмет (мэр) общины Дупница — Методи Чимев (ПП ГЕРБ)

## Города-побратимы
- Брянск, Россия